# Kira Alekszejevna Zvorikina
Kira Alekszejevna Zvorikina (oroszul: Ки́ра Алексе́евна Зворы́кина, a nemzetközi szakirodalomban Kira Zvorykina), (Mikolajiv, 1919. szeptember 29. – Moszkva, 2014. szeptember 6.) női nemzetközi nagymester, világbajnoki döntős (1959), háromszoros sakkolimpia bajnok, a Szovjetunió háromszoros női sakkbajnoka (1951, 1953, 1956), Fehéroroszország háromszoros női sakkbajnoka (1970, 1973, 1975), nemzetközi versenybíró (1977), sportvezető.
Férje 1961-es válásukig Alekszej Szuetyin szovjet sakknagymester volt, akitől 1951-ben Alekszandr nevű fia született. 1953−1999 között Minszkben élt, ahol 1968−1970 között a fehérorosz sakkszövetség elnöki tisztét látta el. 1977-ben a FIDE nemzetközi versenybírója lett.
2018-ban a World Chess Hall of Fame (Sakkhírességek Csarnoka) tagjai közé választották.

## Élete és sakkpályafutása
Hétgyermekes családba született. Apja Alekszej Zvorikin, anyja Ligyija Tyerpugova. A család minden tagja szeretett sakkozni, különösen az apjukkal, aki igazolt sakkjátékos volt. 1927-ben Leningrádba (ma Szentpétervár) költöztek, és a sakk iránti tehetségét látva a sok erős sakkozó nevelésében jeleskedő Úttörőpalota sakk szakosztályába íratták be. 17 éves korában Leningrád középiskolai sakkbajnoka lett, és ebben az évben kezdte meg tanulmányait a Leningrádi Filmakadémián. Ebből az időszakból, 1937-ből fennmaradt egy győztes játszmája a későbbi világbajnok Ljudmila Rudenko ellen. A világháború kitörésekor az iskoláját evakuálták Alma-Atába ezért a háború végéig kevéssé tudott  foglalkozni a sakkal. 1946-ban a második helyen végzett Leningrád női bajnokságán, és figyelme ismét erősebben a sakkjátékra irányult. 1948-ban Leningrád bajnoka lett.
A szovjet női sakkbajnokságon húsz alkalommal szerepelt a döntőben, első szereplésekor, 1950-ben a 3. helyen végzett. A következő évben, 1951-ben már a Szovjetunió bajnoka lett, majd még kétszer, 1953-ban és 1956-ban is megszerezte az elsőséget. Emellett kétszer végzett holtversenyben az 1−2. helyen, az 1957-es bajnokságban Valentyina Boriszenko, 1958-ban Larisza Volpert mögött lett ezüstérmes, miután a bajnoki címet eldöntő páros mérkőzéseket elvesztette.
1952-ben kapta meg a női nemzetközi mester, és 1978-ban a női nagymesteri címet.
1953−1962 között öt alkalommal szerepelt a női világbajnokságok versenysorozatán, minden alkalommal a legjobb 5 között végzett, ezek közül kiemelkedik az 1959-es női sakkvilágbajnokságon elért eredménye, amikor világbajnoki döntőt játszhatott Jelizaveta Bikova ellen, amelyen 8,5−4,5 arányban maradt alul.
Az első két női sakkolimpián, 1957-ben és 1963-ban volt az aranyérmes szovjet csapat tagja, 1957-ben egyéni teljesítményével is aranyérmet szerzett. A két olimpián összesen vereség nélkül 15 győzelmet aratott 5 döntetlen mellett, amely 87,5%-os teljesítmény, és ezzel az egynél több olimpián szerepelt versenyzők között Alla Kusnyir mögött a második helyen áll.
1953-banköltöztek Minszkbe, ahol egy sakkiskolát vezetett, és részt vett Fehéroroszország sakkéletében. Három alkalommal megnyerte az ország női sakkbajnokságát (1960-ban, 1973-ban és 1975-ben). 1968 és 1970 között Fehéroroszország Sakkszövetségének elnöki tisztét látta el.
Egészen idős koráig aktívan versenyzett. 2002-ben, 83 éves korában Oroszország szenior női bajnokságán az 5. helyet szerezte meg. A FIDE által jegyzett utolsó versenye Oroszország szenior női bajnoksága volt 2007-ben, 88 éves korában, amelyen a 27 résztvevő között a 11−12. helyet szerezte meg. Ez követően is azonban részt vett versenyen, például 2009-ben, 90 éves korában az Olga Rubcova emlékversenyen.

### Szereplései a világbajnokságokon
Résztvevője volt az 1953-as női sakkvilágbajnokságnak, amely az első olyan volt a sakk történetében, ahol a világbajnoki döntőt egy világbajnokjelölti verseny előzte meg. A verseny győztese szerzett jogot arra, hogy kihívja a regnáló világbajnokot, Ljudmila Rudenkót. Az 1952-ben Moszkvában rendezett világbajnokjelölti versenyen Zvorikina, mint az előző évi szovjet női bajnok szerzett indulási jogot, és végül a 18 induló között a 4−6. helyen végzett.
Az 1954–1956-os világbajnoki ciklusban 1955-ben ismét Moszkvában rendezték a világbajnokjelöltek versenyét, és a 18 résztvevős tornán a 4. helyet szerezte meg.
Az 1958–1959-es világbajnoki ciklusban a Plovdivban rendezett világbajnokjelöltek versenyén a 18 résztvevős tornán egy ponttal megelőzve a mezőnyt szerezte meg az első helyet, ezzel jogot szerzett a regnáló világbajnok, Jelizaveta Bikova elleni mérkőzésre. Az 1959. december−1960. januárban zajló világbajnoki döntőn az első játszmát megnyerte, a 6. játszma után is 3−3 volt az állás, végül 8,5−4,5 arányban maradt alul.
Az 1960–1962-es világbajnoki ciklusban az 1961-ben Vrnjacka Banján rendezett világbajnokjelölti versenyen a 3. helyen végzett úgy, hogy az előtte végző két versenyző ellen másfél pontot ért el.
Az 1963–1965-ös világbajnoki ciklusban az 1964-ben Szuhumiban rendezett 18 résztvevős világbajnokjelölti versenyen a 4. helyet szerezte meg.

### Szereplései a sakkolimpiákon
1957-ben és 1963-ban két sakkolimpián vett részt a Szovjetunió női csapatának tagjaként, amelyeken csapatban mindkétszer, egyéniben 1957-ben aranyérmet szerzett. Teljesítménye vereség nélkül 15 győzelem és 5 döntetlen, amely 87,5%.
| Év                    | Olimpia            | Helyszín             | Tábla | Győzelem | Vereség | Döntetlen | %    | Helyezés egyéni | Helyezés csapat |
| Szovjetunió színeiben |                    |                      |       |          |         |           |      |                 |                 |
| 1957                  | 1. női sakkolimpia | Emmen ( Hollandia)   | 2.    | 10       | 0       | 4         | 85,7 | Aranyérem       | Aranyérem       |
| 1963                  | 2. női sakkolimpia | Split ( Jugoszlávia) | Tart. | 5        | 0       | 1         | 91,7 |                 | Aranyérem       |

### További csapateredményei
A Szovjetunió csapatbajnokságában 1948-ban Leningrád (Szentpétervár) csapatában ezüstérmet szerzett, 1951-ben a 2. női táblán játszva egyéni eredménye a mezőnyben a legjobb volt. Fehéroroszország válogatottjában csapatban 1963-ban bronzérmes, egyéni eredménye alapján 1958-ban és 1959-ben arany-, 1960-ban és 1969-ben ezüst-, 1967-ben bronzérmes lett.
A Szovjet Kupában 1954-ben a Nauka csapatával ezüstérmes, a Soviet Army csapatával 1964-ben bronz-, 1966-ban aranyérmes, egyéni teljesítményével 1961-ben arany-, 1964-ben ezüstérmet szerzett.

## Megjelent könyve
- В рядах шахматной гвардии – Минск : Полымя, 1984. – 208 с.